# Erinnyis obscura
Erinnyis obscura is een vlinder uit de familie van de pijlstaarten (Sphingidae). De wetenschappelijke naam van de soort werd in 1775 gepubliceerd door Johann Christian Fabricius.

Erinnyis obscura conformis ♂
Erinnyis obscura conformis ♂△
Erinnyis obscura conformis ♀
Erinnyis obscura conformis ♀ △